# Spirurida
Los espirúridos (Spirurida) son un orden de nematodos secernénteos. Algunos, como las filarias, pueden producir enfermedades en humanos. En este orden se incluye el mayor nematodo conocido, Placentonema gigantissima, que parasita la placenta de los cachalotes; las hembras maduras alcanzan los 8 m de longitud, con un diámetro de solo 2,5 cm, y posee 32 ovarios que producen una enorme cantidad de huevos.

## Características
La región bucal posee normalmente dos labios laterales, aunque puede haber cuatro o más. que raramente faltan. El orificio bucal puede poseer dientes. Los anfidios están generalmente situados en posición lateral, aunque en algunos grupos pueden localizarse inmediatamente por detrás de los labios. El esófago se divide normalmente en una porción anterior muscular y un porción posterior glandular dilatada. Las larvas poseen en general una espina cefálica que usan para perforar la envoltura del huevo, y un fasmidio en forma de poro en la cola.

## Historia natural
Los espirúridos utilizan un vertebrado en su ciclo  de vida. El hospedador definitivo es un mamífero, un ave o un reptil, raramente un anfibio.

## Taxonomía
La taxonomía del orden es conflictiva. Los camalánidos (Camallanida) se incluyen a veces entre los espirúridos como un suborden, y los drilonemátidos (Drilonematida) como superfamilia.
Las siguientes superfamilias han sido provisionalmente colocadas en los espirúridos:
- Superfamilia Acuarioidea
- Superfamilia Aproctoidea
- Superfamilia Diplotriaenoidea
- Superfamilia Filarioidea - filarias
- Superfamilia Gnathostomatoidea
- Superfamilia Habronematoidea
- Superfamilia Physalopteroidea
- Superfamilia Rictularioidea
- Superfamilia Spiruroidea
- Superfamilia Thelazioidea